# Epirhyssa flavipes
Epirhyssa flavipes là một loài tò vò trong họ Ichneumonidae.